# Ángel Suárez Torres
Ángel Suárez Torres (Chiapa de Corzo, Chiapas, México, 28 de enero de 1929-Chiapa de Corzo, Chiapas, México, 6 de octubre de 1996) fue un jurista mexicano que se desempeñó como ministro de la Suprema Corte de Justicia de la Nación, entre el 30 de junio de 1987 y 1989.

## Biografía
Nacido en la Ciudad de Chiapa de Corzo, Chiapas, México, Ángel Suárez Torres inició su camino hacia una distinguida carrera en el derecho al ingresar a la Facultad de Derecho de la Universidad Nacional Autónoma de México (UNAM). Allí, se destacó académicamente y obtuvo su título profesional. El Ministro en Retiro Suárez Torres falleció en la Ciudad de Tuxtla Gutiérrez, en su Estado natal de Chiapas, el 6 de octubre de 1996. Su legado perdura como un ejemplo de dedicación a la justicia y la ética en el sistema judicial mexicano, al que dedicó gran parte de su vida.

## Trayectoria profesional
En 1960 inició como secretario de juzgado de Distrito, y posteriormente se desempeñó como secretario de estudio y cuenta en la Suprema Corte de Justicia de la Nación. En 1965 fue designado juez de Distrito. En 1968 fue nombrado magistrado de Circuito, cargo que desempeñó en diferentes períodos durante 16 años. De 1979 a 1982 ocupó la presidencia del Tribunal Superior de Justicia del Estado de Chiapas En 1987 se le distinguió con el cargo de ministro de la Suprema Corte de Justicia. En octubre de 1990 retomó su actividad como magistrado de Circuito, en el Tribunal Colegiado del Vigésimo Circuito, con sede en Tuxtla Gutiérrez, Chiapas.